# Larsbjørnsstræde
Larsbjørnsstræde er en gade i det indre København i området kaldet Pisserenden. Den forløber mellem Vestergade og Sankt Peders Stræde og krydser Studiestræde. Strædet er et af byens ældste, og de første optegnelser om registrerede beboere i strædet stammer fra 1377.
Navnet skriver sig fra en Laurids Bjørnssøn der ejde matrikkel nummer 16,190 omkring 1460.
Tyven Niels Heidenreich omsmeltede guldhornene i sit køkken på 1. sal i vore dages Larsbjørnsstræde 18, i lejligheden, der vendte mod Studiestræde. 
Troels Trier har udgivet et album med titlen Larsbjørnsstrædes vinduer (1975).
I nyere tid har strædet tiltrukket en lang række små specialbutikker, som forhandlere af vintagetøj, genbrugsbutikker og specalhåndværkere, modsat de store franchisebutikker, der findes på Strøget og de andre store gågader.